# Оньянге, Принс
Принс Оньянге (фр. Prince Oniangué; 4 ноября 1988, Париж) — конголезский футболист, полузащитник. Выступал за сборную Конго.

## Карьера

### Клубная
Принс Оньянге родился в Париже в семье конголезских переселенцев.
В одиннадцатилетнем возрасте начал выступать за детские составы французских команд. В составе молодёжной команды «Кан» становился лучшим игроком чемпионата Франции для шестнадцатилетних. В 2008 году подписал первый профессиональный контракт с клубом «Ренн». В этом клубе он не смог закрепиться в основном составе, и после аренды в «Анже» перешёл в клуб «Тур», за который выступал три года.
Летом 2013 года перешёл в «Реймс».

### Международная
В 2008 году дебютировал в составе сборной Конго в отборочном матче чемпионата мира против Судана.
В ноябре 2011 года забил первый гол в составе сборной, поразив ворота команды Сан-Томе и Принсипи.
Принс Оньянге вошёл в состав сборной Конго на Кубок африканских наций 2015, причём был выбран капитаном команды. В игре второго тура против Габона он забил единственный гол, принеся конголезцам первую с 1974 года победу на Кубках Африки.